# Оден, Уистен Хью
Уистен Хью Оден (англ. Wystan Hugh Auden; 21 февраля 1907, Йорк — 29 сентября 1973, Вена) — англо-американский поэт, родившийся в Великобритании, а после Второй мировой войны ставший гражданином США. Одена называют одним из величайших поэтов XX века; он писал в жанре интеллектуальной лирики, обращаясь как к социально-радикальной, так и к философско-религиозной проблематике («В настоящее время», «Ахиллов щит», «Дань Клио»). Сотрудничал с Кристофером Ишервудом и Бенджамином Бриттеном. Стал лауреатом Пулитцеровской премии по поэзии за барочную эклогу «Век тревоги» (1948). Оден также получил Премию Боллингена (1953), Национальную книжную премию за сборник «Ахиллов щит» (1956) и Национальную литературную медаль (1967).

## Жизнеописание
Уистен родился в английском городе Йорке в семье врача Джорджа Огастаса Одена (1872—1957) и его жены — Констанс Розали Бикнелл Оден (1870—1941), которая выучилась на медсестру. Он был младшим из трёх сыновей; старший, Джордж Бернард Оден, стал фермером, а средний, Джон Бикнелл Оден, — геологом.

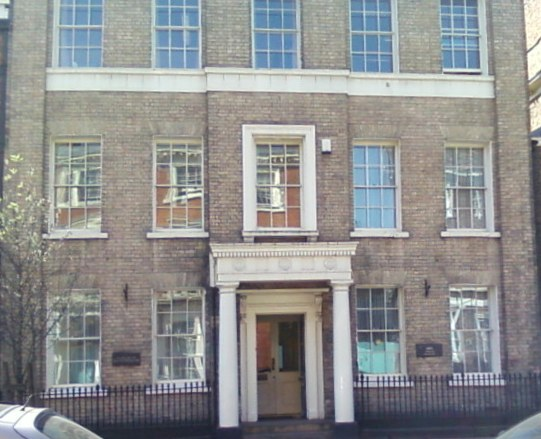
Дом, в котором родился Оден, Йорк, Бутем, 54

Оба дедушки Одена были священнослужителями англиканской церкви, а сам он вырос в доме, где все следовали «высокой» форме англиканства, доктрины и ритуалы которой напоминали римско-католические. Оден связывал свою любовь к музыке и языку с церковными богослужениями, которые он посещал в детстве, и постоянными переводами с латинского и древнегреческого в школах. Он верил в то, что его предки были исландцы, именно с этим была связана его очарованность исландскими легендами и древнескандинавскими сагами.
В 1908 году семья Одена переехала в Солихалл, а затем Гарборну неподалёку от Бирмингема, где его отец получил должность медицинского инспектора школ и профессора Бирмингемского университета. Заинтересованность Одена психоанализом началась с отцовской библиотеки. После начала Первой мировой войны отец Одена поступил в медицинский корпус Королевских войск. С 1914 по 1917 год он служил в Галлиполи, Франции и Египте. В течение этого времени Оден находился под сильным влиянием матери, несмотря на то, что начиная с восьми лет он учился в частных школах и возвращался домой только на каникулы. Кристофер Ишервуд рассказывал, что коробка с детскими игрушками Одена была «полна толстых, взятых из отцовской библиотеки научных книг по геологии, металлам и механизмам». В школе Оден увлёкся биологией, во многих его стихах нашли отражение воспоминания о Пеннинских пейзажах, где можно было увидеть следы упадка индустрии по добыче свинца. Удалённый посёлок Рукгоуп был для него «священным ландшафтом», о котором он упоминал в своей поздней поэме «Amor Loci». До пятнадцатилетнего возраста все ожидали, что он станет горным инженером, но он начал сочинять стихи. Позже Оден писал:
Слова настолько влияют на меня, что какая-нибудь порнографическая история, например, может возбудить меня больше, чем живой человек. Кроме слов [в те времена] я интересовался исключительно шахтами и их механизмами. Интерес к людям стал возникать только в подростковом возрасте.
Оригинальный текст (англ.)Today words so affect me that a pornographic story, for example, excites me sexually more than a living person can do.
Besides words, I was interested almost exclusively in mines and their machinery. An interest in people did not begin till adolescence.

### Образование
Первым частным учреждением, где учился Оден, была Школа святого Эдмунда в Суррее, где он впервые встретил Кристофера Ишервуда, который также впоследствии стал писателем. Когда Одену было тринадцать, он пошёл в Школу Грешема в Норфолке, и именно там, в 1922 году, когда его друг Роберт Мидл спросил его, пишет ли он стихи, Оден ответил, что хочет быть поэтом. Впоследствии он понял, что постепенно «потерял веру». В школьных спектаклях по пьесам Шекспира он сыграл Катарину в «Укрощении строптивой» (англ. The Taming of the Shrew, 1922) и Калибана в «Буре» (англ. The Tempest, 1925) в течение своего последнего года обучения в Грешеме. Его первые стихи были опубликованы в школьном журнале в 1923 году под псевдонимом «У. Г. Арден» (англ. W.H. Arden).

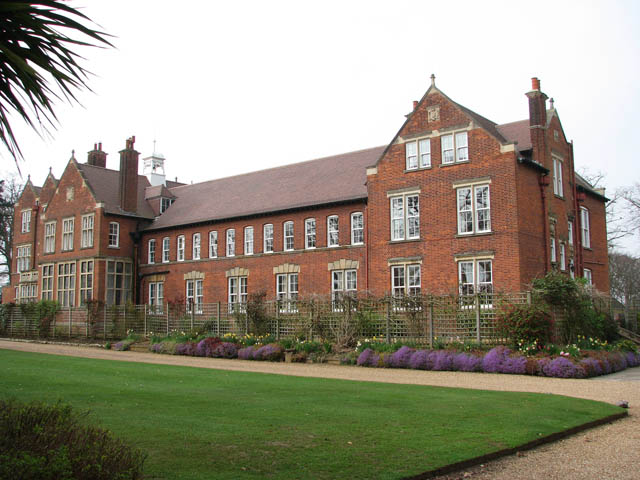
Школа Грешема, где Оден учился с 1922 по 1925 г.

Оден впоследствии написал главу о Грешеме для книги Грэма Грина «Старая школа» (англ. The Old School: Essays by Divers Hands, 1934).
В 1925 состоялась помолвка Одена с медсестрой из Бирмингема. Впоследствии он сопровождал своего отца в поездке по Европе, посетив город Кицбюэль в Австрии, где жила возлюбленная отца — дама Хедвига Петцольд. В том же году Оден поступил в колледж Крайст-Чёрч в Оксфорде, получив стипендию на изучение биологии, но на следующий год стал изучать английскую литературу. Он встретил в Оксфорде новых друзей — Сесила Дэй-Льюиса, Луиса Макниса и Стивена Спендера.
Одена снова познакомили с Кристофером Ишервудом в 1925 году, и в течение следующих нескольких лет Ишервуд был его литературным наставником, которому он посылал свои стихи и критические обзоры. В течение 1930-х гг. они поддерживали дружеские отношения и были эпизодическими любовниками.
Оден завершил Оксфорд в 1928 году, получив диплом третьей ступени.
Начиная с его оксфордских лет друзья Одена описывали его как шутливую, экстравагантную, сочувствующую, щедрую и, по собственным признаниям, одинокую личность. В обществе Оден вёл себя скорее догматически, но даже комично, в более узком кругу он был застенчивым и неуверенным в себе, когда не знал, является ли желательным его присутствие. Он был очень пунктуальным в своих привычках, однако это не мешало ему жить в атмосфере определённого беспорядка.
Уже в университете отношение Одена к его близким приобрело свои характерные признаки. Было только два варианта отношений — «учителя и ученика» и коллеги. Те из нас, кто автоматически подходил на роль ученика, ходили к нему за инструкциями по написанию стихов, улучшением психологического самочувствия, искусства жизни и т. д. Группа Коллег, в состав которой входили прежде всего Кристофер Ишервуд (в Кембридже), Дэй-Льюис и Рекс Уорнер, была небольшим сообществом (которую иногда называли «Бандой»), больше похожим на теневой кабинет, наследника литературных кабинетов министров того времени: кажется, нами тогда руководили Дж. К. Сквайр и группа поэтов-георгианцев, которые напоминали команду по крикету, а не литературные фигуры. Достойной альтернативой была группа Блумсбери, к которой можно было отнести Вирджинию Вульф, Э. М. Форстера и Т. С. Элиота.
Стивен Спендер, В. Г. Оден и его поэзия, 1964

### Великобритания и Европа: 1928—1938
Осенью 1928 года Оден на девять месяцев покинул Великобританию и отправился в Берлин, где впервые почувствовал политические и экономические трудности, которые стали одними из центральных тем его творчества. Это путешествие способствовало формированию его социалистических взглядов и привело к окончательному осознанию собственной гомосексуальности.
Вернувшись в Британию в 1929 году, он некоторое время работал репетитором. В 1930-м году его первая опубликованная книга стихов (Poems) была принята Т. С. Элиотом в издательстве Faber and Faber, которое впоследствии опубликовало и все остальные книги Одена. Этот сборник отличался близостью к идеям Карла Маркса, Чарльза Дарвина и Зигмунда Фрейда; вместе с тем именно Т. С. Элиот и Дж. М. Хопкинс в то время больше всего влияли на его поэтическое творчество. Социальная критика становится заметной в поэме-фантазии «Пляски смерти» («The Dance of Death», 1933).
В 1930 году он начал преподавать в частных школах — два года провёл в Академии Ларчфилд в Хеленсборо в Шотландии, и затем три года в Школе Даунз в Малверн Хиллз, где он был очень любим учениками. В Школе Даунз Оден почувствовал то, что позже описал как «видение агапэ», когда сидел вместе с тремя своими коллегами-преподавателями и неожиданно понял, что любит их такими, какие они есть, что их существование содержит для него бесконечную ценность, именно этот опыт, как он потом отмечал, повлиял на его решение вернуться к англиканской церкви в 1940 году.
В течение этого периода эротический интерес Одена, как он позже отметил, фокусировался больше на идеализированном «альтер эго», а не на конкретных личностях. В его отношениях с другими присутствовало или возрастное, или мировоззренческое неравенство, а сексуальные отношения были временными, хотя некоторые из них привели к возникновению длительной дружбы. Он противопоставил эти отношения тому, что он позднее рассматривал как «брак» равных, основанный на уникальной индивидуальности обоих партнёров, как это произошло в случае с Честером Каллманом позже, в 1939 году.
С 1935 года и до 1939, когда Оден покинул Британию, он писал рецензии и эссе для подразделения «General Post Office», которое занималось документальным кино под руководством Джона Грирсона, и читал лекции. Во время его сотрудничества с «Film Unit» в 1935 году он познакомился с композитором Бенджамином Бриттеном, вместе с которым потом работал над пьесами, песенными циклами и либретто. В 1930 году пьесы Одена, написанные им вместе с Ишервудом, были поставлены в лондонском «Group Theatre» — в частности, «Пёс под кожей» («The Dog Beneath the Skin», 1933) и «Восхождение на Ф-6» («The Ascent of F.6», 1936), где в аллегорической форме изображается человек, который не может определиться в своих политических убеждениях.
В его работах нашла отражение уверенность в том, что художник должен быть «чем-то большим, чем журналистом-репортёром». В 1936 году он провёл три месяца в Исландии, где собирал материалы к книге «Письма из Исландии» (1937), написанной им в сотрудничестве с Луисом Макнисом. В том же году был издан его сборник «Смотри, незнакомец» («Look, Stranger!», 1936).
В 1937 году Оден отправился в Испанию во время гражданской войны, надеясь стать водителем машины «скорой помощи» для Республики, но его назначили работать в отдел пропаганды, который он покинул для того, чтобы отправиться на фронт. На него глубоко повлияли эти семь недель, которые он провёл в Испании, а его взгляды на общество значительно изменились, поскольку политические реалии оказались сложнее, чем он представлял. Впоследствии он вернулся в Англию, где им была написана поэма «Испания» («Spain», 1937) — лучшее его произведение на политическую тему и один из лучших поэтических отзывов о гражданской войне в Испании. Пытаясь совместить репортаж и искусство, Оден с Ишервудом в 1938 году провели шесть месяцев на фронтах японско-китайской войны, где работали над книгой «Путешествие на войну» (1939). Возвращаясь домой, Оден на некоторое время остановился в Нью-Йорке и решил переехать в США. Осень 1938 года он провёл в Англии и Брюсселе.
У Одена был особый талант к дружбе, начиная с конца 1930-х годов у него сложилось ощутимое тяготение к стабильности, которую может дать брак. В письме к своему другу Джеймсу Стерну он назвал брак «единственной темой». В 1935 году Оден формально женился на Эрике Манн, дочери Томаса Манна, для того, чтобы дать ей британский паспорт, с которым она могла бы спастись от нацистов. Он часто делал какие-то частные благотворительные пожертвования и очень огорчался, когда они становились общеизвестными, как это случилось с подарком его подруге Дороти Дэй для Движения католических рабочих, о чём было написано на первой странице в The New York Times в 1956 году.

### Соединённые Штаты и Европа: 1939—1973
В январе 1939 года Оден и Ишервуд отправились в Нью-Йорк, воспользовавшись временными визами. Их отъезд из Великобритании накануне Второй мировой войны многие восприняли как предательство, из-за чего пострадала репутация Одена. Дата прибытия Одена в США совпала с падением республиканской Барселоны, а через два дня Оден написал стихотворение «В память о Уильяме Батлере Йейтсе», отметив, что поэзия ничего не может изменить.
В апреле 1939 года Ишервуд переехал в Калифорнию, после этого они с Оденом лишь изредка видели друг друга. В этот период Оден встретил молодого поэта Честера Каллмана, который был его любовником следующие два года (Оден описывал их отношения как «брак», который начался с «медового месяца», во время которого они путешествовали по Америке). В 1941 году Каллман разорвал их отношения, поскольку он не мог принять моногамии, на которой настаивал Оден, но они оставались друзьями на протяжении всей жизни Одена и жили в одной квартире с 1953 года и до смерти Одена. Оба издания своих избранных стихотворений (1945—1950 и 1966 года) Оден посвятил Ишервуду и Каллману.

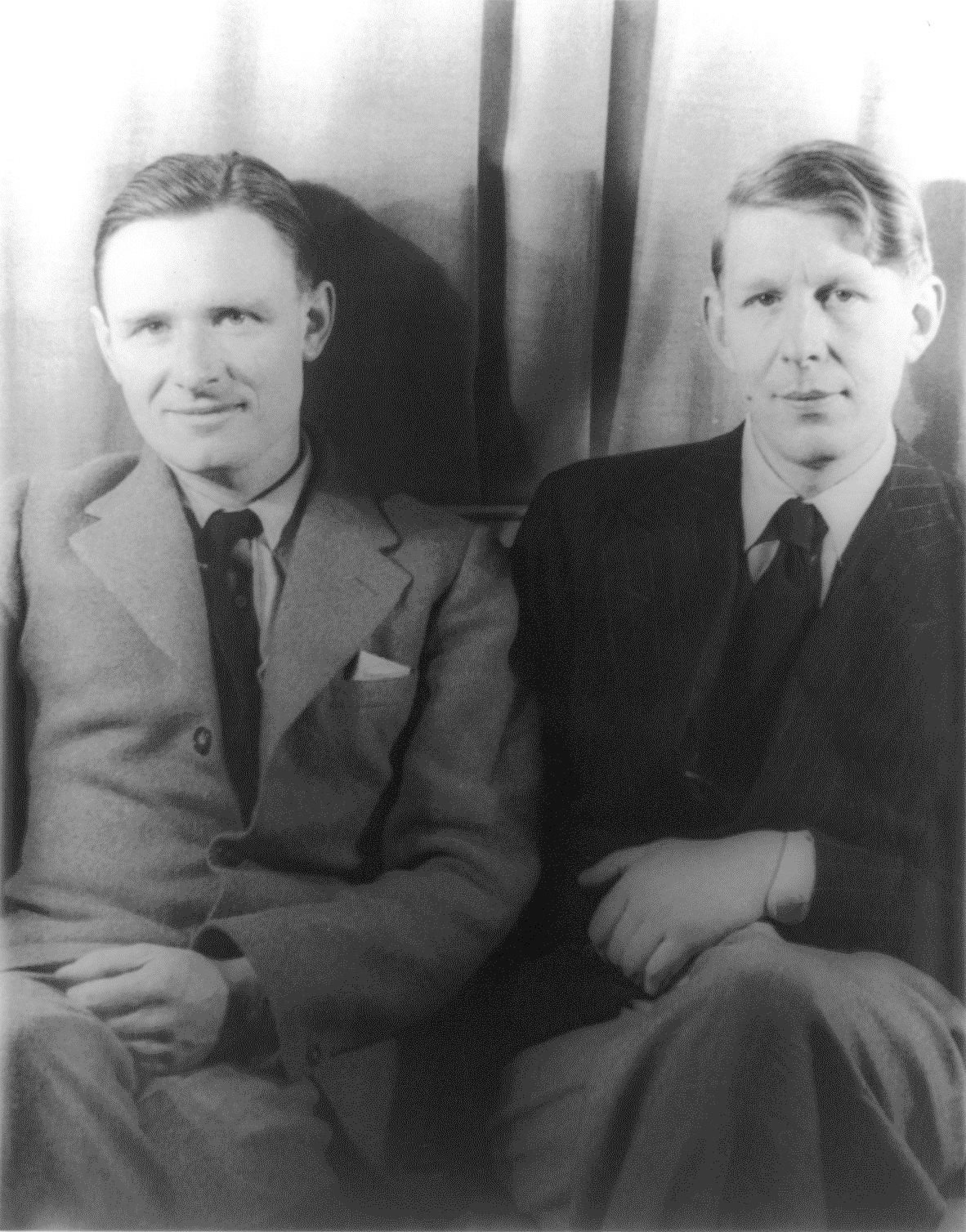
Кристофер Ишервуд (слева) и У. Г. Оден. Фотография Карла Ван Вехтена, 6 февраля 1939

В 1940-41 годах Оден жил в доме на Бруклин-Хейтс (Бруклинские Высоты) вместе с Карсон Маккалерс, Бенджамином Бриттеном и другими. В 1940 году он присоединился к Епископальной церкви, вернувшись к англиканской общине, которую он покинул в тринадцатилетнем возрасте. Его возвращению к церкви частично способствовало осознание «святости» писателя Чарльза Уильямса, с которым он встретился в 1937 году, а также прочтение Сёрена Кьеркегора и Рейнгольда Нибура: это «посюстороннее» христианство стало центральным элементом его жизни.
После того как Великобритания объявила войну Германии в сентябре 1939 года, Оден сообщил британскому посольству в Вашингтоне о том, что он, если это будет необходимо, вернётся в Соединённое Королевство, но ему ответили, что среди лиц за тридцать Великобритания требует только квалифицированных служащих. В 1941—1942 годах Оден преподавал английский в Мичиганском университете. В августе 1942 года он был призван в армию США, но его не приняли к военной службе по состоянию здоровья. В 1942—1943 годах он получил стипендию Гуггенхайма, но не воспользовался ею и в период с 1942—1943 годов преподавал в Суортмор-колледже.
Летом 1945 года, после завершения Второй мировой войны, Оден был в Германии вместе с комиссией, изучавшей воздействия американских бомбардировок на моральный дух немцев. Этот опыт повлиял на его послевоенные работы так же, как и его участие в войне в Испании. После возвращения он поселился на Манхэттене, работая писателем-фрилансером и лектором в Новой школе социальных исследований, а также профессором в колледжах Беннингтон, Смит и других. В 1946 году Оден получил гражданство США.
В эти годы его взгляды на религию менялись от обращения к психологически ориентированному протестантизму в начале 1940-х годов и до римско-католической традиции в 1940-50-х годах. Впоследствии ему стали близки взгляды Бонхёффера, который отрицал «детские» концепции о Боге в религии для взрослых, которые фокусировались на значимости человеческого страдания.
В 1948 году Оден стал проводить лето в Европе, сначала на Искье (Италия), где он арендовал дом, а начиная с 1958 года — в Кирхштеттене (Австрия), где он купил дом на ферме и, как он вспоминал, заплакал на радостях от того, что впервые стал владельцем собственного жилья.
В 1951 году, незадолго до того как двое британских разведчиков — Гай Бёрджесс и Доналд Маклейн — бежали в СССР, Бёрджесс пытался позвонить Одену, чтобы приехать к нему, о чём они договаривались заранее. Оден не ответил на звонок и больше никогда не общался ни с одним из разведчиков, но это вызвало скандал в средствах массовой информации, которые ошибочно связали его имя с беглецами. Это вызвало повторную огласку, когда в 2007 году были опубликованы документы MI5 с показаниями об инциденте.
С 1956 по 1961 год Оден был профессором поэзии в Оксфордском университете, где должен был читать лекции трижды в год. Этот расклад позволил ему проводить зимы в Нью-Йорке, где он теперь жил на улице Сент-Марк Плейс, а лето — в Европе. Три недели в течение года он проводил в Оксфорде. Оден зарабатывал чтением своих произведений и лекционными турами, а также писал для The New Yorker и других журналов.
В последние годы жизни он часто стал повторяться в разговорах, что смущало его друзей, которые ценили его талант собеседника. В 1972 году он провёл зиму в Оксфорде, где его старый колледж Крайст-Чёрч предложил ему коттедж, но летом он вернулся в Австрию. Оден умер в Вене в 1973 году и был похоронен в Кирхштеттене.

## Творчество

### Обзор
Оден издал около четырёхсот своих стихов, среди них четыре длинные поэмы (две из которых были изданы отдельными книгами). Его стихи поражали разнообразием стилей и методов написания — от модернистских до ясных традиционных форм, таких как баллады и лимерики, от доггерелей, хайку и вилланелл до «Рождественской оратории» и барочной эклоги с использованием англо-саксонского метрического размера. Тональность и содержание стихов Одена характеризовались появлением как философских размышлений, так и клише, взятых из народных песен.
Оден также написал более чем четыреста эссе и рецензий по литературе, истории, политике, музыке и религии. В сотрудничестве с Кристофером Ишервудом он создал ряд пьес, с Честером Каллманом — оперные либретто, а также работал над документальными фильмами в подразделении Film Unit Джона Грирсона британского почтового ведомства (General Post Office) в 1930-х годах и с вокально-инструментальным ансамблем «New York Pro Musica» в 1950−1960-х. Оден написал об этих проектах в 1964 году: «сотрудничество принесло мне больше эротической радости … чем любые сексуальные отношения, которые у меня были».
Оден переписал и выбросил из избранного издания своих произведений некоторые из своих наиболее известных стихотворений. Он объяснил это решение тем, что они были или «скучными», или «нечестными», в том смысле, что в них высказывались взгляды, которые он никогда не разделял, но выражал, понимая их риторическую эффективность. Среди таких риторических произведений оказались стихотворения «Испания» и «1 сентября 1939 года». Его литературный душеприказчик Эдвард Мендельсон в своём вступлении к «Избранным стихам» Одена высказывает предположение о том, что эти действия Одена свидетельствовали об осознании им силы убеждения, присущей поэзии, и его нежелании использовать её неправильно (в это издание Мендельсона вошли некоторые стихи, которые отказался там размещать Оден, и ранние тексты, которые он впоследствии переделал).

### Ранние работы: 1922—1939

#### До 1930 года
Оден начал писать стихи в тринадцать лет, преимущественно в стиле поэтов-романтиков XIX века, в частности Уильяма Вордсворта и современных поэтов, среди которых был и Томас Харди. В восемнадцать лет он открыл для себя Элиота. Собственный голос он обрёл в двадцать лет, когда написал своё первое стихотворение «Письмо» («С первого появления …»), позднее вошедшее в избранное собрание его сочинений. Это и другие стихи, написанные им в конце 1920-х годов, отмечались оборванным и несколько резким стилем, у них было много аллюзий на темы одиночества и потери. Двадцать этих стихотворений появились в его первой книге «Стихотворения» (1928), напечатанной с помощью Стивена Спендера.
В 1928 году он написал своё первое драматическое произведение «Проплаченный с обеих сторон: шарада», в котором соединились стиль и содержательные элементы исландских саг с шутками об английской школьной жизни. Соотнесение трагедии и фарса и введение уловки «пьеса в пьесе» стало первым примером смешанных стилей его поздних работ. Эта драма и тридцать других стихотворений появились в его первом сборнике в 1930 году, во втором издании которого три года спустя был заменено семь стихотворений. Сборник состоит преимущественно из лирических и гномической медитаций на тему безответной любви, а также личного и социального обновления («Прогулка на Пасху», «Хор», «Сияние лунной красоты», «Петиция»).
В ранних стихах Одена постоянно возникает тема «семейных призраков», этим понятием, которое является также и названием стихотворения, он обозначает мощные невидимые психологические воздействия, которые предыдущие поколения осуществляют на жизнь человека. Параллельной темой, которая присутствует в его работах, является контраст между биологической эволюцией (которую мы не выбираем) и психологическим развитием культур и индивидуумов (которое мы выбираем даже на подсознательном уровне).

#### С 1931 по 1935 год
Следующей заметной работой Одена являются «Ораторы: английские штудии» (1932 года издания, последующие были в 1934 и 1966 годах), написанные стихами и прозой о поклонении героическим фигурам в личной и политической жизни. В небольших поэмах стиль Одена становился более открытым и доступным, а «Шесть од» в «Ораторе» показывают его заинтересованность поэзией Роберта Бёрнса. В течение последних нескольких лет многие из его поэм были написаны в форме традиционных баллад и народных песен, с использованием классических форм, например, «Од» Горация, которые он открыл для себя через немецкого поэта Гёльдерлина. В то время главными поэтами, которые повлияли на Одена, были Данте Алигьери, Уильям Ленгленд и Александр Поуп.
В течение этих лет во многих его работах проявлялись левые взгляды, из-за чего он стал известен как политический поэт, хотя его стихи были более неоднозначными, чем это признавали. Оден писал о революционных переменах, говоря об «изменениях в душе», трансформации общества через переход от замкнутой психологии страха к психологии любви. Его рифмованная драма «Танец смерти» (1933) была скорее политической феерией в стиле театрального обзора, что сам Оден позднее назвал «нигилистическим розыгрышем». Следующая драма, «Пёс под кожей» (1935), написанная им вместе с Кристофером Ишервудом, была квази-марксистской версией Гилберта и Салливана, в которой общая идея общественных трансформаций была заметнее, чем любое специфическое политическое действие или структура.
Другая пьеса, написанная вместе с Ишервуд, «Восхождение на Ф-6» (1937), была частично антиимпериалистической сатирой, а частично — исследованием Оденом собственных мотивов в том, что он взял на себя публичную роль политического поэта. В этой пьесе появилась первая версия «Похоронного блюза», написанная как сатирическая эвлогия. Позже Оден переписал это стихотворение как «Песню для кабаре» о потерянной любви для сопрано Хэдли Андерсон, для которой он написал много стихов в 1930-е годы. В 1935 году он некоторое время работал над документальными фильмами для «GPO Film Unit» и написал свой стихотворный комментарий к «Ночной почте» и лирику для других фильмов, пытаясь создавать общедоступные труды социально-критической направленности.

#### С 1936 по 1939 год
Эти стилевые тенденции и тематика произведений нашли своё отражение в сборнике «Смотри, незнакомец» (1936), название которому выбрал издатель, и которое Оден очень не любил, заменив его в американском издании 1937 года на «На этом острове». Туда вошли политические оды, любовные стихи, комические песенки, медитативная лирика, что стало сочетанием интеллектуально интенсивных, но эмоционально доступных стихотворных текстов.
Среди стихотворений, вошедших в сборники и что отличались тематикой личностных, социальных и эволюционных изменений, а также препятствий в любви, были «Мы слышим, как гниёт в долине урожай», «Летняя ночь», «О, что за звук», «Смотри, незнакомец, на этот остров» и «Наши родители, которые охотились на холмах».
Теперь Оден выступал против того, что художник должен быть журналистом, особенно заметной эта позиция становится в «Письмах из Исландии» (1937), книге о путешествиях, написанной им вместе с Луисом МакНисом, в которую вошёл его длинный социальный, литературный и автобиографический комментарий — «Письмо Лорда Байрона». В 1937 году после возвращения из испанской гражданской войны Оден написал политически ангажированный памфлет «Испания», который позже удалил из собрания своих сочинений. «Путешествие на войну» (1939), книга о путешествии на японо-китайскую войну, была написана Оденом с Кристофером Ишервудом. Результатом последнего сотрудничества Одена с Ишервудом стала пьеса «На рубеже», антивоенная сатира, написанная в стиле бродвейских и вест-эндских представлений.
В небольших стихах Одена теперь появилась тематика хрупкости и текучести человеческой любви («Пляска смерти», «Сон», «Колыбельная»), которую он освещал с иронией и юмором в своих «Четырёх песнях для кабаре», написанных для дамы Хэдли Андерсон (среди которых были стихи «Расскажи мне правду о любви» и переделанный «Похоронный блюз»), а также пагубное влияние публичной и официальной культуры на жизнь индивидуума («Казино», «Школьники», «Дувр»). В 1938 году он написал серию чёрных, иронических баллад на тему индивидуального поражения («Мисс Ги», «Джеймс Гонейман», «Виктор»). Все они были изданы в его следующей книге «Другое время» (1940), наряду со стихами «Дувр», «Как он есть» и «Музей современного искусства», которые были написаны до переезда в США в 1939 году, а также «В память об У. Б. Йейтсе», «Неизвестный гражданин», «Закон как любовь», «1 сентября 1939 года» и «Памяти Зигмунда Фрейда», написанные в США. Элегии к Йейтсу и Фрейду частично были отражением антигероической темы, которая интересовала Одена. Он верил в то, что значительные дела делаются не гениями, которых никто не может надеяться сымитировать, а рядовыми индивидуумами, которые «такие же глупые, как и мы» (Йейтс) или о ком может быть сказано «он вовсе не был умным» (Фрейд), и кто стал учителями для других, а не героями, которые вызывают благоговение.

### Средний период: 1940—1957

#### С 1940 по 1946
В 1940 году Оден написал длинный философский стих «Новогоднее письмо», который появился вместе с его заметками и другими стихотворениями в сборнике «Раздвоенный» (1941). С возвращением к англиканской общине он начал писать абстрактные стихи на теологические темы, такие как «Канцона» и «Кайрос и логос». Около 1942 года, когда религиозные темы в его творчестве стали привычным явлением, его стихи стали более открытыми, Оден стал чаще использовать силлабические стихосложения, которому научился у поэтессы Марианны Мур.
Наиболее характерными темами этого периода стали колебания художника использовать других лиц как материал для создания произведения и попытка ценить их такими, какие они есть («Просперо Ариэля»), и соответствующее моральное обязательство делать обещания и всегда держать своё слово, понимая желание отказаться от него («И в болезни, и в здоровье»).

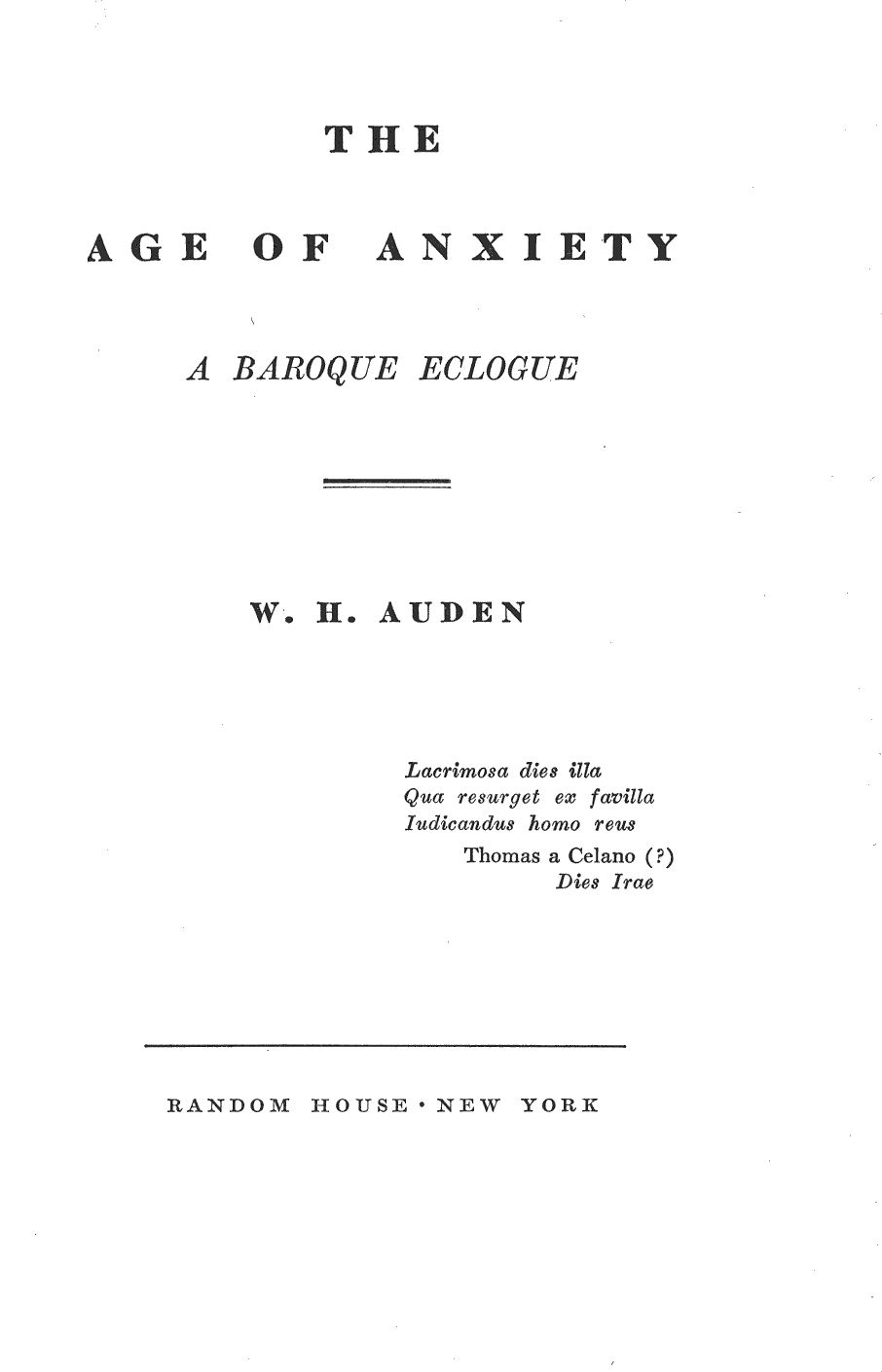
Страница из барочной эклоги Одена «Век тревоги»

С 1942 по 1947 год Оден преимущественно работал над тремя большими поэмами в драматической форме, каждая из которых отличалась от другой по форме и содержанию: «В настоящее время: рождественская оратория», «Море и зеркало: комментарий к Буре Шекспира» (обе были опубликованы в сборнике под общим названием «В настоящее время» в 1944 году), и «Возраст тревоги: барочная эклога» (издана в 1947 году). Первые два произведения, вместе с другими стихами Одена, написанные им в период с 1940 по 1944 гг., вошли в его первое издание избранных произведений «Избранные стихи В. Г. Одена» (1945), где появились также и переработанные варианты некоторых его ранних стихов.

#### С 1947 по 1957 год
После написания «Века тревоги» в 1946 году Оден снова сосредоточился на небольших стихотворениях, написав «Прогулку в темноте», «Праздник любви» и «Падение Рима». У многих из стихотворений, написанных им в этот период, упоминалось итальянское село, где он проводил лето в 1947—1957 годах, а в его следующем сборнике «Вечерня» (1951) стало заметным влияние средиземноморской атмосферы. В этих стихах также стала заметной тема «священной важности» человеческого тела в его обычных аспектах (дыхание, сон, процесс поедания пищи) и связь с природой, которое делает тело возможным (это отличалось от противопоставления между человечностью и природой, которое Оден подчёркивал в 1930-х годах). Среди новых стихов в этот период были написаны «Хвала известняку» и «Мемориал городу». В 1949 году Оден и Каллман написали либретто к опере Игоря Стравинского «Похождения повесы», а впоследствии сотрудничали над двумя либретто к операм Ханса Вернера Хенце.
Первая прозаическая книга Одена «Сердитые волны: романтическая иконография моря» (1950) была написана по материалам лекций на тему образа моря в романтической литературе. Между 1949 и 1954 годами Оден работал над циклом из семи стихотворений на тему Страстной пятницы под названием «Horae Canonicae» («Канонические часы»), которые были энциклопедическим обзором геологической, биологической, культурной и личной истории, сфокусированной на осознании необратимости убийства. В течение того же времени он также написал «Буколики» (англ. Bucolics), цикл из семи стихотворений, темой которых стало отношение человека к природе. Оба цикла вошли в его последующий сборник «Ахиллов щит» (1955), где также появились стихи «Прибытие флота» и «Эпитафия неизвестному солдату».
Продолжая тему «Horae Canonicae», Оден написал в 1955—1956 годах несколько стихотворений об «истории», используя этот термин для того, чтобы обозначить последовательность уникальных событий, которые возникают в результате того или иного выбора, сделанного человеком, противопоставив его «природе» как последовательности самопроизвольных событий, возникающих в результате естественных процессов, и которые отсылают скорее к законам статистики и анонимных сил, например, толпы людей. Среди этих произведений было стихотворение «Дань Клио», которое дало название следующему сборнику Одена, который вышел в 1960 году.

### Поздние работы: 1958—1973 годы
В конце 1950-х годов стиль Одена стал менее риторическим и разнообразным. В 1958 году, переехав летом из Италии в Австрию, Оден написал «Прощай, Меддзоджорно», среди других его произведений было эссе «Dichtung und Wahrheit: Ненаписанный стих» («Поэзия и правда»), в котором освещается связь между любовью и поисками собственной поэтической речи.
После «Дани Клио» (1960) вышел сборник «Рука красильщика и другие эссе» (1962), в которой были собраны тексты лекций, прочитанных Оденом в должности профессора поэзии в Оксфорде в 1956—1961 годах, а также переработанные версии эссе и заметки, которые он писал начиная со второй половины 1940-х годов.
Переводя хайку и другие стихи из книги Дага Хаммаршёльда «Метки», Оден стал использовать хайку в некоторых своих произведениях. Цикл «Благодарность месту обитания», состоящий из пятнадцати стихотворений о его доме в Австрии, появился в сборнике «О доме» (1965). В конце 1960-х он написал некоторые из своих самых сильных стихотворений, среди них и «Речной профиль», а также два стихотворения, в которых он размышлял над своей жизнью — «Пролог к шестому десятку» и «Сорок лет спустя». Все они появились в сборнике «Город без стен» (1969). Его давняя любовь к исландским легендам нашла своё воплощение в переводе «Старшей Эдды» (1969).
В 1963 году Одену заказали написание песен к бродвейскому мюзиклу «Человек из Ламанчи» (англ. Man of La Mancha), но продюсер отказался от его текстов из-за их недостаточной романтичности. В 1971 году генеральный секретарь ООН У Тан предложил Одену написать слова к «Гимну объединённых наций», музыку к которому писал Пабло Касальс, но этот труд никогда не получил официального статуса.
«Определённый мир: Книга общих мест» (англ. A Certain World: A Commonplace Book) (1970) была своеобразным автопортретом, написанным с использованием любимых цитат с комментариями, расположенными в алфавитном порядке. Последней прозаической книгой Одена стало собрание рецензий и эссе «Предисловия и послесловия» (1973), а последним сборником стихов стало «Послание крестнику» (1972) и неполный сборник «Спасибо тебе, туман» (опубликована уже после смерти Одена, в 1974 году), в которую вошли его стихи о языке («Естественная лингвистика») и его собственном старении («Новогоднее поздравление», «Разговор с собой», «Колыбельная»). Его последним стихотворением, написанным в форме хайку, была «Археология», посвящённая темам ритуала и безвременья, которые интересовали его в последние годы.

### Репутация и влияние
Место Одена в современной литературе является поводом постоянных дискуссий: если Хью Макдиармид охарактеризовал его творчество как «полную неудачу», то автор некролога, размещённого на страницах The Times, написал, что Оден, «который долгое время оставался enfant terrible английской поэзии, предстаёт перед нами как бесспорный мастер».
Во время его «enfant terrible»-стадии в 1930-х годах Одена восхваляли, так и критиковали, противопоставляя её политически ностальгической и поэтично неясной проблематике произведений Т. С. Элиота. Авторитетный английский критик Фрэнк Рэймонд Ливис хотя и признавал талант поэта, однако упрекал его в манерности, в том, что он «построил техническое мастерство на безответственности, и его наиболее серьёзные работы выказывают бесстыдный оппортунизм».

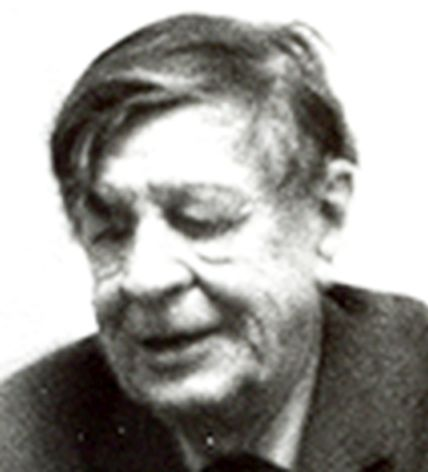
У. Г. Оден в 1970 году

Отъезд Одена в США в 1939 году активно обсуждался в Великобритании (один раз даже в парламенте), когда некоторые критики восприняли это как предательство, а роль влиятельного молодого поэта досталась Дилану Томасу, хотя один из защитников Одена, Джеффри Григсон, в предисловии к антологии современной поэзии, которая вышла в 1949 году, писал о том, что Оден возвышается над всеми. Значимость его личности была признана в книгах «Оден и после» (1942) Фрэнсиса Скерфа и «Поколение Одена» (1972) Сэмюэля Гайнза.
В Соединённых Штатах начиная с конца 1930-х годов ироническая тональность оденовских стихов определила стилистику целого поколения поэтов. Джон Эшбери вспоминал, что в 1940-м году Оден воспринимался как «единственный современный поэт». Американская поэзия была настолько пронизана манерой Одена, что экстатический стиль поколения битников был в известной степени реакцией против его влияния. В 1950—1960-х годах некоторые писатели жаловались на то, что работы Одена не выполнили тех обещаний, которые можно было бы увидеть в его ранних произведениях. В частности, Филипп Ларкин подверг послевоенную поэзию Одена уничижительной критике и в качестве главных её изъянов выделил «утрату живости, перепевы известных тем, некоторую пустоту и бессодержательность».
На момент смерти Одена в 1973 году он приобрёл статус влиятельного поэта старшего поколения. Как указано в энциклопедии Британника, на момент смерти Элиота в 1965 году можно было уверенно утверждать, что Оден был его настоящим преемником, так же как Элиот унаследовал это право от Йейтса, когда тот умер в 1939 году. За некоторыми исключениями британские критики предпочитали его ранние работы, тогда как американские более интересовались трудами, написанными Оденом в средний и поздний периоды. В отличие от других современных поэтов, Оден не стал менее известным после своей смерти, а Иосиф Бродский написал, что он был самым выдающимся поэтом XX века.
Популярность Одена резко возросла после того, как его стихотворение «Похоронный блюз» («Остановите все часы») было прочитано в фильме «Четыре свадьбы и одни похороны» (1994), после чего было продано 275 000 экземпляров издания десяти его стихов «Расскажи мне правду про любовь». После 11 сентября 2001 года его стихотворение «1 сентября 1939 года» очень часто звучало в теле- и радиопрограммах. К столетию со дня его рождения в 2007 году в Соединённом королевстве и США прошли публичные чтения. В ноябре 2009 года на сцене Королевского национального театра в Лондоне состоялась премьера пьесы Алана Беннетта «Привычка искусства», темой которой стала придуманная встреча Одена и Бриттена, состоявшаяся в Оксфорде в 1973 году, через двадцать пять лет после того как они прекратили сотрудничество после премьеры оперы Пол Баньян.
Иван Давыдов следующим образом охарактеризовал особенности поэтики Одена:
Тексты этого оксфордского эрудита богаты на аллюзии, наслоение смыслов, посылов к событиям истории давней и не очень, священной и не особенно, на реминисценции с английской и не только из английской литературы, и вдобавок формально отшлифованные (для Одена характерное стремление объединять достижение классической английской поэзии с отчаянным экспериментом).
Среди многих литературных наград и премий, которыми было оценено творчество Одена, следует выделить премию Боллингена (1953), Национальную книжную премию (1956) и Национальную литературную медаль (1967), золотую медаль королевы за поэзию (1937).

## Цитаты
- Нет, люди в Америке всё-таки слишком много внимания уделяют деньгам[63].
- Невообразимое количество американцев занимаются работой, которая кажется им скучной. Даже богач считает, что ему просто необходимо каждое утро спускаться вниз, в контору. Не потому, что ему это нравится, а потому, что он не знает, чем ещё ему заняться[64].
- Я не понимаю, почему считается зазорным писать для массовых изданий. До тех пор, конечно, покуда они не вмешиваются в твои тексты. Конечно, они могут изменить пару слов, чтобы текст был более понятными. Это ничего не решает. А вот когда они просят изменить направление твоей мысли, это уже проституция[64].
- Будем благодарны художнику за то, что хотя бы иногда он уводит нас от действительности, ибо это единственное, что нам необходимо, как отдых и сон. Но вместе с тем художник открывает нам правду, которую мы либо не замечаем впопыхах, либо стыдимся смотреть ей в глаза[65].
- Я не понимаю (говорю об этом как гедонист), можно ли получать удовольствие, сочиняя стихи без всякой формы? Играя в игру, нужно знать правила, иначе какая в ней радость. Даже самые неистовые стихи должны покоиться на прочном основании, и в этом, по-моему, преимущество строгой формы. Строгая стихотворная форма, помимо её дисциплинирующей функции, освобождает нас от оков нашего «я»[66].

## Оден и музыка
На стихи Одена писали музыку Б. Бриттен, С. Барбер, Х. В. Хенце, И. Стравинский и др. Он (в соавторстве с Честером Калманом) написал либретто для опер Стравинского, Бриттена, Хенце, Николая Набокова.

## Публикации на русском языке

### Стихи
- Оден У. Х. Стихи (Пер. с англ. П. Грушко, А. Сергеева) // Современная американская поэзия: Антология. — М.: Прогресс, 1975. — С. 103—116. pdf
- Оден У. Х. Стихи (Перевод В. Топорова, П. Грушко, А. Эппеля, А. Сергеева) // Американская поэзия в русских переводах. XIX—XX вв. / Сост. С. Б. Джимбинов. На англ. яз. с параллельным русск. текстом. — М.: Радуга, 1983. — С. 378—407, 538—540. pdf
- Оден У. Х. Стихи (Пер. с англ В. Топорова. Вступление А. М. Зверева) // Иностранная литература. — 1989. — № 12. — С. 146−156. pdf
- Оден У. Х. Собрание стихотворений: На англ. яз. с паралл. рус. текстом / Сост., предисл., примеч. и пер. с англ. В. Л. Топорова. — СПб.: Евразия, 1997. — 496 с. — 3000 экз.
- Оден У. Х. Лабиринт: На англ. яз. с паралл. рус. текстом / Пер. с анг., предисл. и коммент. В. П. Шестакова. — М.−СПб.: Летний сад, 2003. — 208 с. — ISBN 5-94381-107-9

### Лекции и эссе
- Оден У. Х. Чтение. Письмо. Эссе о литературе. — М.: Издательство «Независимая газета», 1998.
- Оден У. Х. Лекции о Шекспире / Пер. с англ. М. Дадяна. — М.: Издательство Ольги Морозовой, 2008. — 576 с. — ISBN 978-5-98695-022-8.
- Оден У. Х. Застольные беседы с Аланом Ансеном / Пётр. с англ. М. Дадяна и Г. Шульпякова; род ред. М. Дадяна; Предисл. Г. Шульпякова; Коммент. М. Дадяна и Г. Шульпякова. — М.: Издательство Ольги Морозовой, 2015. — 256 с. ISBN 978-5-98695-068-6
- Оден У. Х. Чтение. Письмо. Эссе о литературе. / Пер. с англ. А. Курт, Б. Дубина, Н. Усовой, Г. Шульпякова / Сост. и вступ. статья Г. Шулякова. — М.: Издательство Ольги Морозовой, 2016. — 336 с. ISBN 978-5-98695-074-7

### Переводы на сайтах
- Переводы из Уистена Хью Одена на сайте Век перевода (см. Алфавитный указатель авторов)
- Переводы Елены Тверской в электронном журнале «Самиздат»
- Переводы Александра Ситницкого
- Переводы Михаила Фельдмана на сайте «Лавка языков»
- Переводы Анатолия Страхова
- Стихи (1927—1932) (перевод Анатолия Страхова)
- Стихи (1933—1938) (перевод Анатолия Страхова)
- Стихи (1939—1947) (перевод Анатолия Страхова)